# برشید
برشید (به فرانسوی: Berrechid) در مراکش با جمعیت ۸۹٬۸۳۰ نفر است که در شاویه وردیغه واقع شده‌است.